# Svitla Dolîna, Novomîkolaiivka
Svitla Dolîna (în ucraineană Світла Долина) este un sat în comuna Samiilivka din raionul Novomîkolaiivka, regiunea Zaporijjea, Ucraina.

## Demografie
Componența lingvistică a localității Svitla Dolîna
     Ucraineană (95,48%)
     Rusă (4,52%)
Conform recensământului din 2001, majoritatea populației localității Svitla Dolîna era vorbitoare de ucraineană (95,48%), existând în minoritate și vorbitori de rusă (4,52%).